# Syllepte onophasalis
Syllepte onophasalis là một loài bướm đêm trong họ Crambidae.